# Wavin' Flag
Wavin' Flag is een single van de Canadees Somalische rapper K'naan. Het nummer werd door Coca-Cola als lied voor het WK voetbal 2010 gekozen. Het lied behoort echter niet tot de officiële tunes van het WK.
Het nummer haalde onder meer plaats 2 in de Nederlandse Top 40.